# Franco Navarro
Franco Enrique Navarro Monteiro (Lima, 10 de novembre de 1961) és un exfutbolista peruà de la dècada de 1980 i entrenador.
Fou internacional i va formar part de l'equip peruà a la Copa del Món de 1982.
Pel que fa a clubs, destacà defensant els colors de Deportivo Municipal, Sporting Cristal, Alianza Lima, Independiente i Grasshoppers.